# オリバー・ウェンデル・ホームズ・ジュニア
オリバー・ウェンデル・ホームズ・ジュニア（英語: Oliver Wendell Holmes, Jr.、1841年3月8日 - 1935年3月6日）は、アメリカ合衆国の法律家。連邦最高裁判所陪席裁判官。

## 生涯

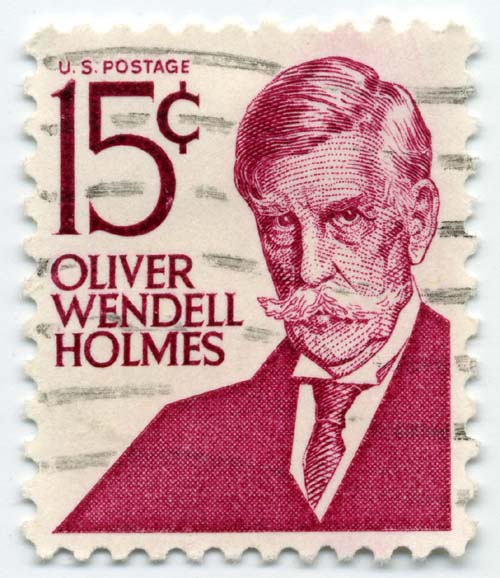
ホームズの15セント記念切手（1968年）

1841年、作家、詩人として著名な医師オリバー・ウェンデル・ホームズ・シニアの長男としてボストンに生まれる。17世紀の先祖にマサチューセッツ湾植民地の知事を務めたサイモン・ブラッドストリートがいる。
1858年、ハーバード大学入学。『ハーバード・マガジン』誌の編集者になる。同誌にエッセー「書物」を発表し、「人は神の法に従って別の人間を所有しているのか？」と奴隷制反対論に立ち、論争になる。
1861年同大卒業後に南北戦争では自ら志願してマサチューセッツ軍に入隊し、ボールズブラフの戦い、荒野の戦いなどで3度も重傷を負う。除隊後はハーバード・ロー・スクールに入学し、優秀な成績で卒業する。その頃ウィリアム・ジェイムスと知り合う。
1866年、ボストンで弁護士として勤務。1882年にハーバード・ロー・スクール教授に就任、母校で講義を行う。金子堅太郎の家庭教師も務めた。
1881年、『コモン・ロー』(The Common Law)を出版。1882年、ハーバード・ロー・スクール教授就任、同年、マサチューセッツ最高裁判所判事に任命される。1897年『法の小道』発表。1899年、マサッチューセッツ州最高裁判所首席裁判官に任命される
1902年、セオドア・ルーズベルト大統領から連邦最高裁判所陪席裁判官に任命される。以後、ロックナー対ニューヨーク州事件（1905年）、コペジ事件（1915年）、シェンク対アメリカ合衆国事件（1919年）、エイブラムス対アメリカ合衆国事件（1919年）等数々の著名な判決に関わる。「ジョン・マーシャルに次ぐ偉大な判事」と呼ばれた。ロックナー対ニューヨーク州事件での反対意見が彼を著名にした。同事件は、製パン業の労働者の勤務時間を1日10時間、週60時間に制限する州法について、アメリカ合衆国憲法修正第14条が定める契約の自由を侵害するものとした多数意見に対し、彼は、多数派の意見は、憲法の一般命題を適用して結論を導き出したというものではなく、ある特殊な経済的理論を小前提としてこっそりと導入することによって導き出したものであり、その理論は憲法に規定はなく、また、必ずしも合衆国国民の多数派が信じていない理論であるから、これを支持しないとした。コペジ事件では、憲法の定める自由は、広く漠然とした意味をもつものであり、経営者は労働者より経済的に強い立場にあり、その分労働者の自由は制限されているといえるから、両者を対等の立場に立たせ自由な対話ができるようにするためには、労働組合をつくる自由があり、これが憲法によって保障されていると考えることができるとした。シェンク対合衆国事件では、徴兵制に反対するビラを配布したシェンクが1917年のスパイ活動法に問われた刑事事件において、明白かつ現在の危険が認められるときは、表現の自由を制限できるとして合憲としたが、エイブラムス対アメリカ合衆国事件では、ブランダイスと共に明白かつ現在の危険が認められないとして反対意見を書いた。1932年退官。
1935年3月6日、94歳の誕生日の2日前に死去した。

## 思想
生涯にわたって哲学書は1冊も書かなかったが、「形而上学クラブ」のメンバーの一人でプラグマティズムで著名なウィリアム・ジェームズらと親交があった。チョンシー・ライトから影響を受ける。
他方、著書の中では司法抑制（議会尊重）の重要性を度々記しているとおり、この法理の最初の主な提唱者の一人で
、第一次世界大戦など有事の法制に影響を与えている。軍事法学者のフェリックス・フランクファーター、民法学者の石坂音四郎などに強く影響した。
『コモン・ロー』における「法の生命は論理ではなく、経験であった。」（"The life of the law has not been logic; it has been experience."）との一言は有名。彼は法学は科学であるとして、自然法論、法実証主義に基づく伝統的な法理論の形而学的要素、余分な概念を排除しようとした。彼は「法の意味論」について探求し、法の論理的側面と事実的側面を区別し、後者の観点から法を分析する。彼にとって法は、現在及び将来の人々を支配するものではなく、その時々の人々によく仕えるための「道具」であり、権利とは、公権力を利用して物理力を行使し、一定の条件の下保護を受け得ることとして、権利の事実的側面を重視する。権利は物理力の行使という事実によって支えられているのである。権利を実現するには裁判所と言う公的権力の助けを借りなければならない。裁判官は、論理によって法原則を適用して機械的に結論を出しているのではなく、まず結論を出し、その後に適用すべき法原則を見つけ出しているのである。法が一定のルールの体系であり、裁判官はこれに拘束され、これを解釈するだけであり、法を事実に適用して機械的に結論を出しているという伝統的法理論は形而上学に過ぎない。法の生命である経験とは、個人的なものでなく、集団的な一般人のもの、つまり、一定の文化に属する「共同体」の選ばれた陪審員のものであって、命題の形をもたない。個々の裁判の結果を決めるのは、法ではなく、裁判官たちが法と呼んでいるものである。現に法廷において裁判官たちがなそうとしていことの予測こそ私が法の名において理解しているものであり、それ以上のものではないとの「法予測理論」を発表した。このように裁判の予測が法学の核心となるのは、法が悪人のためのものだからである。人が高いお金を払って法律家にアドバイスを求めるのは、どのような「行為」をしたときに、自分が公権力から制裁を受け、あるいは保護を受けうるのか、その一定の条件を知りたいがためである。法は行為という人の外形的な事実によって分析されるべきであり、人の内心の道徳とは峻別されるのである。
グラント・ギルモアによれば、クリストファー・コロンブス・ラングデルと共に法形式主義を代表する一人ともされる。法を科学としてみる点では両者に共通する点はあるが、彼は、人生と憲法及び民主政を一つの実験と見て、ある思想を価値あるものとするのは、その思想が客観的な実体と一致するという形而上学的真理の対応関係にあるわけでなく、その思想が集団の生活にもたらす効果の違いにあると考え、真理の試金石を「思想の自由市場」に求めた。経験や効果を重視し、法学を裁判の結果を予測する学問であるして「道具」としてとられる見方はまさにプラグマティズムに基づくものであるとされる。彼のプラグマチックな思想は、ロスコー・パウンドの社会学的法学、ジェローム・フランクのリアリズム法学に影響を与えた。もっとも、彼が自らの哲学をプラグマティズムであることを認めたことはなく、自身の哲学を「ベタビリタリアニズムの哲学」（賭けが可能だという信念の哲学）と後年称した。

## 日本との関係
ハーバード・ロー・スクールでの教え子に大日本帝国憲法起草者の一人である金子堅太郎がいる。伊藤博文『憲法義解』の英訳を金子堅太郎から受け取ったホームズは、『憲法義解』と大日本帝国憲法を高く評価した。

## 日本語訳
- 『ホームズ―ラスキ往復書簡集』（M.D.ハウ編、 鵜飼信成訳、岩波書店「岩波現代選書」、1981年）